# 哈佛学会
哈佛学会（或譯作哈佛院士会，或簡稱為Harvard Society of Fellows）是哈佛大学中一个低調的精英學術组织，被譽为「哈佛里的哈佛」（英語：Harvard at Harvard）。 成立至今已经产生了16位诺贝尔奖得主。 哈佛學會創立之初的主要參考、模仿對象是劍橋大學三一學院青年研究院士 (Junior Research Fellowships / Title A Fellowships)席位的選才與培育制度。
学会由哈佛大学校长、教務長 (Provost)、文理学院院长、聯同校內十多位知名學者 (包括兩名諾貝爾獎得主) 共同管理，旨在为全球最傑出的青年学者提供在任何院系中自由研究的机会，「只有权利没有义务，不必教书，只管做自己喜欢的研究。」
青年院士(Junior Fellows)為終身制，由资深院士(Senior Fellows)选出，「必须是具有卓越能力、原创性和资源整合能力的人。他们应代表着最高水平的智力成就，体现出非凡的创造力，并对其领域的未来方向产生重大影响」，是「稀有而独立的天才」。
学会歷來為哈佛及其他大学培養众多知名學者，包括分析哲学家蒯因 (Willard Van Orman Quine)；第一位，也是目前為止唯一一位两次获得诺贝尔奖物理学奖的约翰·巴丁 (John Bardeen)；提出典範轉移學說的著名科学史家托马斯·库恩 (Thomas Kuhn)；语言学家諾姆·杭士基 (Noam Chomsky)；哈佛大学文理学院前任院长、经济学家亨利·羅索夫斯基 (Henry Rosovsky)；第一位入選學會的女性、哲學家Martha C. Nussbaum；文化史、书籍史领军人物羅伯特·達恩頓 (Robert Darnton)；中国思想史研究开拓者列文森（Joseph Levenson)；文學理論家保羅·德曼 (Paul de Man)；哲学家索尔·阿伦·克里普克(Saul Aaron Kripke)；美籍華裔哲學家、數理邏輯學家王浩；最年轻哈佛华人教授尹希；菲尔兹奖获得者、有愛因斯坦後繼者之稱的理论物理学家愛德華·維騰 (Edward Witten)等。

## 青年院士的誕生
哈佛学会是世上唯一不接受個人申请的博士後項目。 候选人必須由四位导師聯合提名及推薦。资深院士每年再從全球超過400名不同研究领域的候选人中选出約十二名青年院士。

青年院士在被正式聘任前，有一就职仪式，由哈佛校长领读以下誓词
你入选哈佛院士会是因对你在学术领域中作出重要成就之厚望，及你在知识与思想上作出显著贡献之承诺。此承诺，你需尽全部智识与道德力量去实现。你应实践学人的美德，摒除其弱点。你当尊敬前辈——正由于前人的探索才有你今天的起点；也当帮助后来者，进而继续你拓展的事业。你的目标是知识与智慧，而非名利。绝不占有他人的成绩，也绝不因他人获得更好的机遇而生妒嫉之心。你所追求的是一远大的目标，并永不为已取得的成就而自满。所有的成就与发现都应被你视作每位追求真理的学人从不同角度共同努力探索的、更辽阔的图案的一部分。作为一名青年院士，你将终生为此目标而献身。 

## 待遇
哈佛学会待遇优渥，青年院士獲三年的大額奖金，年薪十萬美元，相當於北美助理教授的薪金。不少人願為接受青年院士一席，放棄其他大学的助理教授职位。哈佛大学大多数教研设施对青年院士开放。 青年院士和资深院士在学期期间每周共进高桌晚宴，享受美酒和丰盛晚餐。青年院士每周共进两次午餐。
青年院士多为学术精英，占据了美国最高的学术职位。以1986年至1989年一屆為例，九位青年院士中的四位现已成为哈佛教授。 从哈佛学会走出来的学者都非等闲之辈。当选过学会成员的校友中，诺贝尔奖及各个学科的大家名流辈出，多為学界、业界乃至政界名人。

## 歷史及理念
学会成立于1933年，由哈佛大学校长A·勞倫斯·羅威爾捐款設立。洛威尔相信不同领域学者間非正式交流的价值。他的理想是为事业刚起步的青年学者提供衣食无忧的环境，给他们绝对的学术自由，让他们专心于研究，又有与其他精英定期自由交流的机会，以创立一种具有北美特色的高级人才培养系统。